# Two Jazzers
Unter der Bezeichnung Two Jazzers traten die beiden ungarischen Sänger Lászlo Mocsányi (1903–1982) und Tibor Lakos (1903–1945) als Gesangsduettisten auf.

## Lászlo Mocsányi und Tibor Lakos
Beide wurden 1903 in Budapest geboren, haben in ihrer Jugend dieselbe Schule besucht und hatten eine gründliche musikalische Ausbildung hinter sich. Lakos hatte bei Emil Baré an der Budapester Musikhochschule studiert, Mocsanyi war Schüler an der Berliner Akademie der Künste bei Engelbert Humperdinck.
Mit 25 Jahren, am 3. Juli 1928, waren sie erstmals im Budapester Rundfunk zu hören. Im Herbst 1928 machten sie ihre erste Schallplattenaufnahme für die österreichische Columbia. Rasch wurden sie in Wien, bald in ganz Österreich, bekannt. Im Februar 1929 wurden sie an die berühmte Charell-Revue nach Berlin engagiert, danach ebendort an das nicht minder berühmte KaDeKo (Kabarett der Komiker).
In Deutschland nahmen sie für die Plattenfirmen Homocord, Ultraphon und Artiphon (Hermann Eisner (1860–1927)) auf, traten am 19. März 1929 am Berliner Rundfunk vors Mikrophon, und zogen das Interesse der „Terra“-Filmgesellschaft auf sich. Ende 1930 kehrten sie zurück nach Budapest.
Vorher schon hatten prominente Orchester (wie Oscar Joost, Eddy Walis und Teddy Kline) ihre Darbietungen begleitet; nun aber hatten sie ihren ganz eigenen Stil entwickelt. Sie sangen vorwiegend auf Ungarisch, aber auch Deutsch und Englisch, boten jazzigen scat-Gesang mit Instrumenten-Imitation und komödiantische Einlagen.
1932 riefen sie die „Harlem Melody Band“ ins Leben, mit der sie in den folgenden Jahren auf ihrem eigenen Etikett „Radius und Weekend“ Aufnahmen machten und veröffentlichten.
Für die Zeit nach 1934 fehlen verlässliche Nachrichten. Tibor Lakos starb 1945 in Budapest, nicht viel älter als Vierzig. Lászlo Mocsányi starb 1982 im Alter von 79 Jahren.

## Auswahl ihrer bekanntesten Aufnahmen

### Deutschsprachige
- Bimbambulla. Foxtrot (Ch.Amberg-Karl M.May) The Two Jazzers, Duett in Deutsch mit Klavier. Electrola EG 1352 (mx. BLR 5385-II) - Berlin, April 1929
- Ich hab kein Auto, ich hab kein Rittergut. Foxtrot (R.Gilbert-H.May): Ben Berlin und sein Orchester mit deutschem Refraingesang Two Jazzers (d. i. Mocsányi László, Lakos Tibor) -  Gr 22 706 (B 51 404), Berlin 1930.
- Meine drei Cousinen von den Philippinen.  Foxtrot (Musik: Otto Stransky & Arthur Rebner, Text: Rolf Marbot): Ben Berlin und sein Orchester mit deutschem Refraingesang Two Jazzers (d. i. Mocsányi László, Lakos Tibor) - Gr 22 231 (B 50 975)
- Herr Ober, zwei Mokka. Foxtrot (Jim Cowler, Text von Willy Rosen):The Two Jazzers, Duett in Deutsch,  mit Orchester Edy Walis - Artiphon Matr. 11 244 ( auf Wotama Elektro Record No.9579)

### Ungarische
- Na mondd mit jelent e négy kis szó! [= I Lift Up My Finger And Say „Tweet Tweet“] Foxtrott (Leslie Sarony - Nádassy): Mocsányi László (voc), Lakos Tibor (voc), unknown band, Teddy Kline (as, cl, ld), Edgar Adler/Adeler (p).  Homocord (D) U.4-121 (H-63032-2 ) - Berlin 1929
- Már nem csuda, hogy tudja Pest Buda. Foxtrot (Robert Katscher - Harmath Imre) (= Lied von der “Wunder-Bar”): Columbia (A) DV 130 (mx WH2694/55469 ) - Österreich, November 1930
- Yo Yo, Fox Trot (Márkus, Alfred - Bekeffy István): Mocsányi - Lakos duó és a Harlem Melody Band: Radius 2004 (mx 14 501) - Budapest 1932
- Oh Monah! (Hermann Krome-Görög László): Mocsányi - Lakos duó és a Harlem Melody Band: Radius M 516 (mx 14 487) - Budapest 1932

### Englische
- I’m Doing What I’m Doing For Love, Fox Trot (Ager-Yellen), refrain sung by „Two Jazzers“ in english. With Teddy Kline orchestra. (Homocord (D) 4-3385, H-62199 )
- I Lift Up My Finger And Say „Tweet Tweet“ (Nanu schönes Fräulein, so allein?). Foxtrot (Leslie Sarony).  With Teddy Kline orchestra  (Homocord (D) 4-3289, H-62026 )
- Shinaniki Da (Der alte Bulgar). One-Step (Harry Carlton). With Teddy Kline orchestra, (Homocord (D) 4-3289,  H-62027 )

### Wiederveröffentlichungen
- Ahlers, Gerd: Rivalen der Comedian Harmonists. Warum, weshalb, wieso?, Duophon (D) CD 01423 (CD), 1998
- Csányi. Attila: Hungarian Jazz 1912–1948. Pannonton (H)JL 104 (LP) (1989)
- Gábor, Simon Géza: Hungarian Swing 1929–1945. Pannon Jazz (H) PJ 1013 (CD) (1996)